# Jamie Renée Smith
Jamie Renée Smith, född 10 april 1987 på Manhattan i New York, är en amerikansk skådespelare. Hon är kanske mest känd för sina roller i filmerna Children of the Corn IV: The Gathering (1996) och Dante's Peak (1997).

## Filmografi
- Midnight Man
- Magic in the Mirror
- Magic in the Mirror: Fowl Play
- Ringer
- Children of the Corn IV: The Gathering
- Dante's Peak
- The New Swiss Family Robinson
- MVP: Most Valuable Primate
- The Secret Life of Tom Bishop

## Tv
- Saved by the Bell: The College Years
- Blood Run
- Someone She Knows
- Roseanne: An Unauthorized Biography
- Dark Skies
- VR.5
- Toothless
- The Nanny
- Rhapsody in Bloom
- Ask Harriet
- My Last Love
- Cupid
- Any Day Now
- Up, Up and Away
- Cityakuten
- Grounded for Life
- Malcolm in the Middle
- Shark
- Bones
- NCIS
- Weeds
- Criminal Minds: Suspect Behavior
- A Taste of Romance